# تاریخ فلسفه غرب (آنتونی کنی)
تاریخ فلسفه غرب، با عنوان اصلی یک تاریخ جدید فلسفه غرب (به انگلیسی: A New History of Western Philosophy) اثری است نوشته آنتونی کنی، فیلسوف تحلیلی اهل انگلستان. این کتاب از فلسفه باستان تا فلسفه دوران حاضر را پوشش داده‌است. کتاب مشتمل بر چهار جلد است که از سال ۲۰۰۴ تا ۲۰۰۷ توسط انتشارات آکسفورد منتشر شده‌است.

## ترجمه
این کتاب توسط رضا یعقوبی به فارسی ترجمه شده و از جانب انتشارات پارسه منتشر شده‌است.
- جلد اول این کتاب، فلسفه باستان تا نوافلاطونیان را دربردارد.
- جلد دوم کتاب فلسفه قرون وسطی تا رنسانس انسان گرایی
- جلد سوم آغاز فلسفه جدید تا هگل
- جلد چهارم قرن نوزدهم تا دریدا

رونمایی از ترجمه این کتاب در مرداد ۱۳۹۸ توسط مجله بخارا با حضور علی دهباشی، کریم مجتهدی، انشاالله رحمتی و رضا یعقوبی برگزار شد. آنتونی کنی در پیام ارسالی برای این مراسم نوشته بود: «ابن سینا در طول قرون وسطی و بعد از آن بی‌تردید تاثیرگذارترین فیلسوف بعد از افلاطون و ارسطو بوده‌است و امیدوارم فلسفه ایران در عصر حاضر به همان شکوفایی‌اش در عصر ابن سینا برسد».
بهاءالدین خرمشاهی دربارهٔ کتاب و ترجمه آن نوشته‌است: «ترجمه حاضر از تاریخ فلسفه غرب آنتونی کنی، از دو نظر حائز اهمیت است: اول، تدوین متن اصلی در زبان انگلیسی که برخلاف تصور خوانندگان، در زبان انگلیسی هم نظایر چندانی ندارد. آنچه در این زمینه مشهور است به فارسی نیز ترجمه شده، یکی «تاریخ فلسفه غرب» اثر برتراند راسل ـ فیلسوف بزرگ قرن بیستم ـ است و دیگری که بسیار مفصل‌تر است و بیش از راسل نیز وارد مباحث ماهوی فلسفه می‌شود، «تاریخ فلسفه» فردریک کاپلستون است؛ و دوم، ترجمه فارسی شیوا، دقیق و خوشخوان این کتاب است. بنده که با آثار ترجمه‌شده فلسفی یا متون اصلی کم و بیش انس دارم، به واقع کتابی به این اطلاع‌بخشی و ترجمه‌ای به این معنابخشی، یعنی معنارسانی کم دیده‌ام. با درود به مترجم کوشا و معناگرا و سختکوش این اثر، فرزند فرزانه فرهنگی‌ام، رضا یعقوبی».
ترجمه کتاب سه سال و نیم زمان برده و کتاب رویکرد تحلیلی دارد.

## مشخصات نشر
- تاریخ فلسفه غرب(جلد اول، فلسفه باستان)، رضا یعقوبی (مترجم)، بنگاه ترجمه و نشر کتاب پارسه، تهران، ۱۳۹۸
- تاریخ فلسفه غرب(جلد دوم، فلسفه قرون وسطی)، رضا یعقوبی (مترجم)، بنگاه ترجمه و نشر کتاب پارسه، تهران، ۱۳۹۸
- تاریخ فلسفه غرب(جلد سوم، پیدایش فلسفه جدید)، رضا یعقوبی (مترجم)، بنگاه ترجمه و نشر کتاب پارسه، تهران، ۱۳۹۸
- تاریخ فلسفه غرب(جلد چهارم، فلسفه جدید)، رضا یعقوبی (مترجم)، بنگاه ترجمه و نشر کتاب پارسه، تهران، ۱۳۹۹